# Warren Granados
Warren Alberto Granados Quesada (6 de dezembro de 1981) é um ex-futebolista profissional costarriquenho que atuava como meia.

## Carreira
Warren Granados representou a Seleção Costarriquenha de Futebol nas Olimpíadas de 2004.